# Leonardo Piepoli
Leonardo Piepoli (ur. 29 września 1971 w La Chaux-de-Fonds) – włoski kolarz szosowy, zwycięzca klasyfikacji górskiej w Giro d'Italia 2007.
Karierę rozpoczął w 1995. Mimo iż urodził się w Szwajcarii, reprezentuje Włochy. Do lipca 2008 jeździł w drużynie Saunier Duval-Prodir. Po aferze dopingowej, jaka wynikła po 11. etapie Tour de France 2008, wraz z Riccardo Ricco został usunięty z teamu przez dyrektora sportowego.
Zarówno próbka A i B z Tour de France wskazały, że Piepoli stosował doping krwi za pomocą preparatu Cera. W postępowaniu przed Włoskim Komitetem Olimpijskim oskarżyciel zażądał dla niego w grudniu 2008 kary 2 lat zawieszenia. Piepoli przyznał się do używania niedozwolonych środków, jednocześnie określając swoje postępowanie jako "słabość, szaleństwo i nieodpowiedzialność" i apelując do innych sportowców, by nie stosowali dopingu. Pod koniec stycznia 2009 WKOl zdyskwalifikował go na dwa lata (kara obowiązywała do 25 stycznia 2011 roku).

## Wybrane sukcesy
2006
- Zwycięzca 13. oraz 17/ etapu Giro d'Italia 2006

2007
- Zwycięzca 10. etapu Giro d'Italia 2007
- Zwycięstwo w klasyfikacji górskiej Giro d'Italia 2007 oraz zajęcie 14. miejsca w klasyfikacji generalnej

2008
- Zwycięzca 10. etapu Tour de France 2008